# Michael Raeder

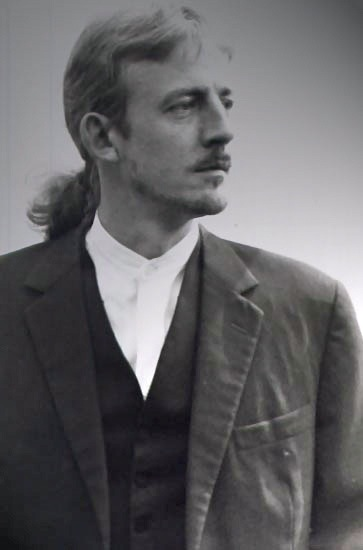
Michael Raeder (1997)

Michael Raeder (* 7. September 1962 in Nienburg/Weser) ist ein deutscher Musiker, Komponist/Textdichter und Musikproduzent. 

## Leben
Michael Raeder entstammt einer musikalischen Familie. Er ist ein Ururenkel des Kirchenlieddichters Johann Friedrich Raeder. Seine Leidenschaft zur Musik entwickelte sich im frühen Kindesalter durch den Fund eines Akkordeons auf dem Dachboden. Autodidaktisch lernend, beherrscht Raeder heute zahlreiche Musikinstrumente. Michael Raeder ist verheiratet, hat zwei Kinder und lebt in Wietzen.

## Erste Schritte
Nach ersten öffentlichen Auftritten ab 1976 durch regionale Bandmitwirkungen (Akkordeon, Bassgitarre, Gesang) gründete Raeder 1978 die Formation „Granny Smith“ als Gitarrist und Sänger. Das Management durch Jürgen Sarnhof und die Konzertdirektion Neumann & Jansen verschaffte dem Quartett Auftritte unter dem Namen „Rockfever“. 1984 trat er mit dem Gitarrenduo „Zeitweise“ auf. Musikaufnahmen im ersten eigenen Tonstudio eröffneten ihm neue Möglichkeiten, sich künstlerisch auszudrücken.

## Joshua Project
1993 zog sich Michael Raeder ins eigene Studio zurück, um sich nur noch seinen musikalischen Ideen zu widmen. Hieraus entstand im gleichen Jahr die Formation „Joshua Project“. Der Musikstil dieser Gruppe war geradliniger, folkig inspirierter Songwriter-Rock, beeinflusst vom Artrock britischer Prägung. Aus diesem Projekt resultierten in wechselnden Besetzungen ab 1995 sieben Alben und zwei Videoproduktionen, unter anderem in Zusammenarbeit mit der  Ariola Sonopress und der Berola-Film. 1997 unterzeichnete Raeder einen Künstlerexklusivvertrag und einen Musikverlagsvertrag mit sich anschließender Produktion der Single You. Das Livealbum Love at Last - Unplugged Edition erschien im gleichen Jahr bei Savannah Records. Im Jahr 2000 schloss sich eine bundesweite Tournee an.

## Solo

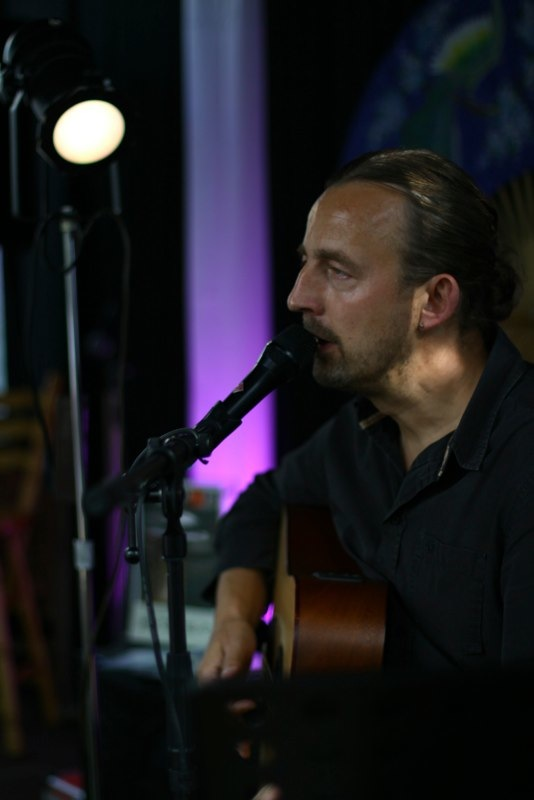
Michael Raeder live in Düsseldorf (2011)

Seit 1999 ist Raeder Tonträger- und Musikproduzent mit seinem eigenen Label rockschuppen LC 10351. 2008 produzierte und veröffentlichte er die Kinderlieder-CD Michi und die Tausendfüßler - Die schönste Stimme von der Welt. Seit 2009 unternimmt Michael Raeder bundesweite Konzertreisen. In seinem Bühnenprogramm bedient sich der Songpoet hauptsächlich der englischen Sprache und interpretiert seine Songs und Balladen auf der akustischen Gitarre.
Ebenfalls 2009 produzierte und veröffentlichte er das tourbegleitende Album SOLO. Die Single-Auskopplung Most of All schaffte den Sprung auf die Playlists zahlreicher Radiosender, ergänzend folgten Studiobesuche, Interviews, CD-Besprechungen - unter anderem beim MDR und PRIDE1.
Seit 2016 studiert Michael Raeder, parallel zu seiner Solokarriere, an der Yale University in New Haven (Connecticut) im Studiengang Introduction to Classical Music.

## Diskografie Joshua Project
- 1995  The Rebel in My Head / In Your Eyes
- 1996  Promotion One
- 1996  You
- 1997  Love at Last - Unplugged Edition Livealbum
- 1999  Disillusion
- 1999  Demo
- 1999  Borderland

## Soloalben
- 2008  Michi und die Tausendfüßler: Die schönste Stimme von der Welt
- 2009  Michael Raeder: SOLO
- 2009  Ein Lied von Michael Raeder / Grundschule Wietzen: Ein Wietz'ner Kind
- 2012  Michael Raeder: Touch me deeply, pure and true Livealbum
- 2016  Michael Raeder: Feuervögel
- 2022  Michael Raeder: Indian Laurel
- 2024  Michael Raeder: Man in the Moon (Single Edition)

## Kritiken
„...mit das Beste, was der deutsche Musikmarkt derzeit zu bieten hat.“

„...wie Kunst von Können kommt.“

„...treffen zeitlose Elemente auf den Zeitgeist. Einfühlsame Gesangsmelodien laden zum Mitsummen ein. Gleichsam geschaffen für die gemütliche Pub-Atmosphäre, als auch für eine Arena voller brennender Feuerzeuge... ...Raeders Stimme wird zum Appell an die Ohren, der sehnsüchtig pathetische Einschlag zum sanften Anschlag aufs Gemüt.“